# Negrilești (Bistrița-Năsăud)
Negrilești è un comune della Romania di 2510 abitanti, ubicato nel distretto di Bistrița-Năsăud, nella regione storica della Transilvania.
Il comune è formato dall'unione di 3 villaggi: Breaza, Negrilești, Purcărete.